# Wegekreuz Rheydter Straße 205

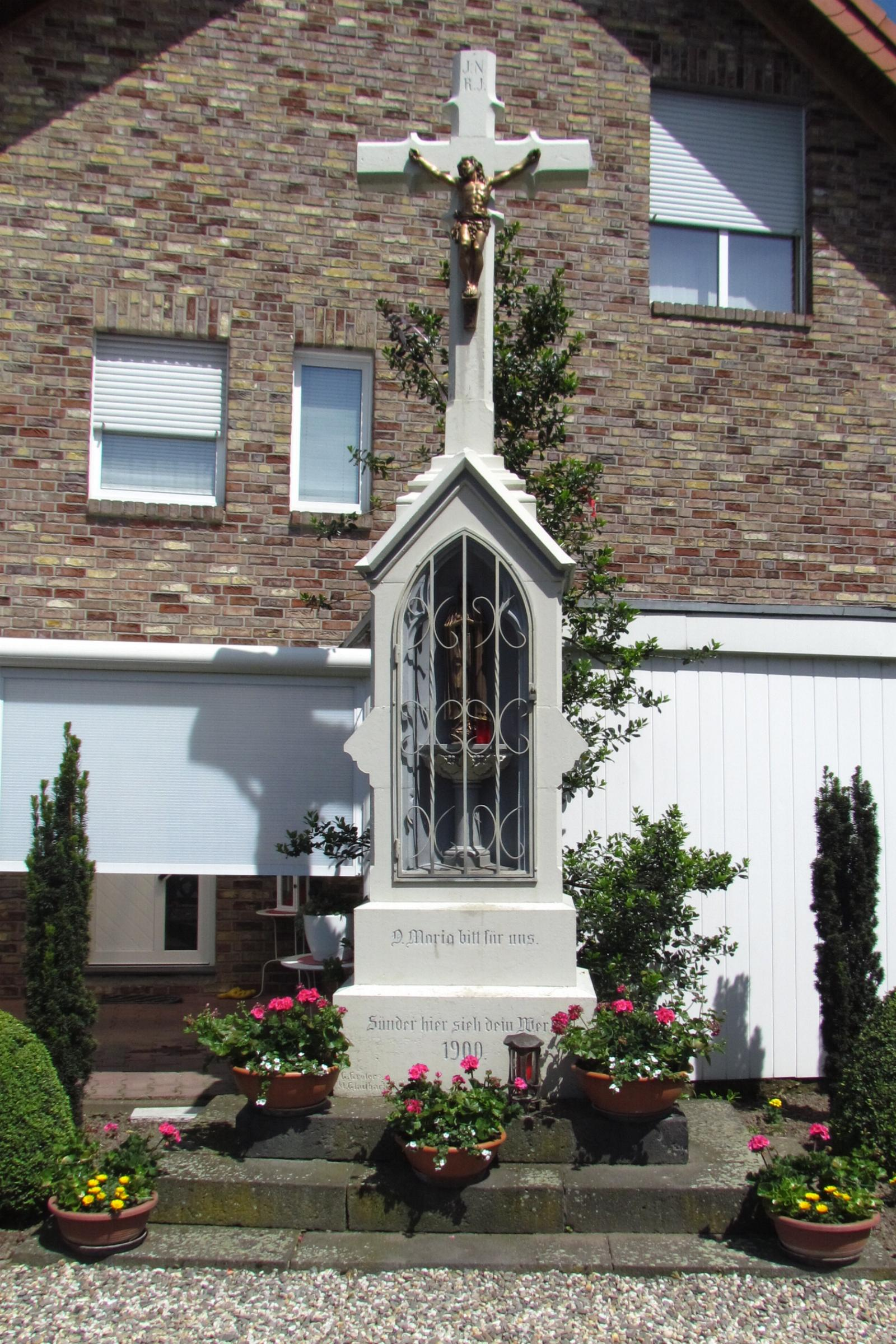
Wegekreuz

Das Wegekreuz Rheydter Straße 205 steht in Korschenbroich  im Rhein-Kreis Neuss in Nordrhein-Westfalen.
Das Flurkreuz wurde 1900 erbaut und unter Nr. 092 am 13. Januar 1987 in die Liste der Baudenkmäler in Korschenbroich eingetragen.

## Architektur
Es handelt sich um ein neugotisches, geschlämmtes Sandsteinkreuz mit hoher Nische mit Madonnenfigur aus Sandstein. Das Kreuz hat einen Metallkorpus. Im Sockel kann man eine Inschrift mit Datierung erkennen.